# کولونکوو
کولونکوو (به لاتین: Kolonkovo) یک منطقهٔ مسکونی در روسیه است که در سرزمین آلتای واقع شده‌است.